# Anistreplasa
El anistreplasa es un activador de plasminógeno tisular humano empleado como agente trombolítico. También se le conoce como complejo activador de anisoilplasminógeno-estreptoquinasa (APSAC, por sus siglas en inglés).

## Usos
La anistreplasa es un agente trombolítico que se aplica por vía intravenosa. En las arterias coronarias, la sustancia actúa disolviendo los trombos que provocan infarto al miocardio, y empleada a tiempo, reduce la isquemia y el sufrimiento muscular lo que deriva en una disminución de la mortalidad.
La versión para medicina veterinaria tiene el Código ATC QC01CE01.
La anistreplasa es un complejo consistente en estreptoquinasa, una enzima bacteriana que ha sido acilada para proteger el sitio activo, y un derivado lisinado de plasminógeno humano que se prepara in vitro. Aunque la efectividad trombolítica de la anistreplasa se debe a su contenido en estreptoquinasa, la duración de la acción de la primera es sustancialmente mayor que la de la segunda. La presentación vienen en ámpula con polvo para reconstituir.
Tras la administración parenteral, la anistreplasa ejerce sus efectos sobre el sistema fibrinolítico endógeno rompiendo el enlace arginina-valina del plasminógeno para convertirlo a plasmina, una enzima proteolítica que tiene efectos fibrinolíticos. Se ha informado que la anistreplasa se elimina del plasma a aproximadamente la mitad de la tasa de la estreptoquinasa y tiene una vida media fibrinolítica de aproximadamente 90 minutos. Se metaboliza a un complejo plasminógeno-estreptoquinasa a un ritmo constante.
Se desconoce si el complejo anistreplasa se pasa a la leche materna, por lo que las pacientes deberán evitar, en la medida de lo posible, amamantar a sus hijos hasta que el médico especialista lo indique.